# Reprezentacja Belgii w futsalu mężczyzn
Reprezentacja Belgii w futsalu – zespół futsalowy, biorący udział w imieniu Belgii w meczach i sportowych imprezach międzynarodowych, powoływany przez selekcjonera, w którym mogą występować wyłącznie zawodnicy posiadający obywatelstwo belgijskie.

## Udział w mistrzostwach świata
- 1989 – Czwarte miejsce
- 1992 – 2. runda
- 1996 – 2. runda
- 2000 – Nie zakwalifikowała się
- 2004 – Nie zakwalifikowała się
- 2008 – Nie zakwalifikowała się
- 2012 – Nie zakwalifikowała się
- 2016 – Nie zakwalifikowała się
- 2021 – Nie zakwalifikowała się
- 2024 – Nie zakwalifikowała się

## Udział w mistrzostwach Europy
- 1996 – Trzecie miejsce
- 1999 – 1. runda
- 2001 – Nie zakwalifikowała się
- 2003 – 1. runda
- 2005 – Nie zakwalifikowała się
- 2007 – Nie zakwalifikowała się
- 2010 – 1. runda
- 2012 – Nie zakwalifikowała się
- 2014 – 1. runda
- 2016 – Nie zakwalifikowała się
- 2018 – Nie zakwalifikowała się
- 2022 – Nie zakwalifikowała się